# New Profile
New Profile är en antimilitaristisk, feministisk fredsorganisation i Israel.
Organisationen arbetar mot den obligatoriska värnplikten, stöder vapenvägrare, och arbetar mot Israels ockupation i Västbanken och Gazaremsan. Organisationen stödjer också sanktioner mot Israel.